# The Uncensored Library
The Uncensored Library（検閲のない図書館）は、国境なき記者団が、世界反サイバー検閲デーである2020年3月12日に合わせて、報道の自由がない国の検閲を回避する目的で、Minecraftサーバー上のマップとして公開した仮想図書館である。開設には、デザイナースタジオのBlockWorks（イギリス）、 広告代理店のDDBベルリン（ドイツ）、およびデジタル広告・マーケティング・制作企業のMediaMonks（オランダ）が参加した。同図書館では、メキシコ、ロシア、ベトナム、サウジアラビア、およびエジプトの各国にそれぞれ1つのウィングが丸ごと割り当てられており、発禁・閲覧禁止となった報道記事が収蔵されている。図書館にアクセスする方法は、公式Webサイトからマップをダウンロードする方法と、Minecraftサーバーに接続する方法の2通りがある。   

## 経緯
MinecraftはニュースやWebサイト、個人のブログとは異なり、政府に関する報道内容を厳密に管理している国でもアクセス可能であるため、国境なき記者団は、この抜け穴を利用してインターネットの検閲を回避している。国境なき記者団ドイツのマネジングディレクター、クリスチャン・ミール氏は声明にて、「若者は、自分の意見を述べることができずに成長する。世界で最も人気のあるコンピューターゲームであるMinecraftを媒体として使用することで、彼らに独立した情報へのアクセスを提供していく。」と述べた。

## 図書館の構造

### 設計
マップ上の図書館は、新古典主義の建築様式の大規模な建造物であり、大英博物館やニューヨーク公共図書館といった施設を意識している。こうした様式は権威主義的政府の象徴であるが、The Uncensored Libraryではこれを意趣返し的に用いている。この図書館には 1,250 万を超えるMinecraftブロックが使用されている。

### 館内の配置と収蔵記事
本図書館で扱っている5か国と、国境なき記者団のそれぞれに個別のウィングが割り当てられており、多数の記事が収蔵されている。これらの記事は、英語と、記事が書かれた元の言語で閲覧できる。図書館内の文書は、ゲーム内のブックアイテムに含まれており、同時に複数のプレイヤーがスタンドに置いて読むことができる。通常、収蔵されている記事は、著者の出身国における検閲や不当な刑罰、その他政府に対する批判などについて論じている。図書館内の部屋のインテリアとして採用されている構造物は、各国に固有の状況やジャーナリズムの課題を象徴している。さらに、世界の報道の自由指数と、これに含まれる各国の報道の自由に関する現状を一覧表示する中央ルームがあり、メキシコのセクションには、記事の執筆が理由で殺害された記者の記念碑がある。図書館に収蔵されている書籍数は、合計で200冊を超える。

### COVID-19 ルーム
COVID-19に関するトピックを取り巻く報道の自由の問題をカバーするため、本図書館に専用の部屋が追加された。10か国 （ブラジル、中国、エジプト、ハンガリー、イラン、ミャンマー、北朝鮮、ロシア、タイ、トルクメニスタン）に関する本が収蔵されており、各国で新型コロナウイルスに関する報道がどのように影響を受けているかが分かる。

## Truth Hegemony
ライブラリーの公式プロモーションビデオに登場する曲「Truth Hegemony」は、ルーカス・メイヤーが作詞し、The Client Said No. が演奏した。

## 反応
本サーバーおよびマップの公開後、このプロジェクトは各種メディア（BBC、DW ニュース、CNBC、CNN、Tech Crunch、ザ・ヴァージ、ギズモード、Engadget、マッシャブル、PC Gamer、Scene World Magazine、NHK）で広く取り上げられた。